# Магистраль ФДР
Магистраль ФДР (англ. FDR Drive, офиц. Franklin D. Roosevelt East River Drive) — автомагистраль на востоке боро Манхэттен, Нью-Йорк. Длина автомагистрали составляет 15,19 км. Она берёт начало от тоннеля Бэттери-парк у Саут- и Брод-стрит, проходит вдоль береговой линии пролива Ист-Ривер и заканчивается на развязке мостов Трайборо на 125-й улице, переходя в магистраль Гарлем-Ривер-драйв (англ.).
Магистраль имеет по три полосы движения в каждом направлении, за исключением небольшого участка под Бруклинским мостом, где она сужается до двух полос в южном направлении и одной — в северном, и участка между мостом Куинсборо и 61-й улицей, где она также сужается до двух полос. Максимальная масса транспортных средств ограничена 3600 кг на участке от 23-й улицы до Гарлем-Ривер-драйв. Также на этом участке запрещено автобусное движение. Коммерческие перевозки (включая грузовой транспорт) запрещены на протяжении всей автомагистрали.

## История
Изначально магистраль называлась Ист-Ривер-драйв (англ. East River Drive). Впоследствии она была переименована в честь президента США Франклина Делано Рузвельта. Проект магистрали был разработан Робертом Мозесом. Основой для участка между 92-й и 125-й улицами послужила дорога, проложенная в 1934 году. Участок же между 92-й улицей и Бэттери-парком (за исключением участка между 42-й и 49-й улицами) был проложен как проспект на одном уровне с остальными улицами. До 1966 года магистраль подвергалась различным перестройкам, пока не обрела свой современный вид. Участок между 23-й и 34-й улицами был возведён на каменной кладке, привозимой сухогрузами из Великобритании во время Второй мировой войны. Английские города подвергались активным бомбардировкам со стороны Люфтваффе, и американские корабли, поставлявшие в Британию боеприпасы, на обратном пути загружались каменной кладкой разрушенных домов в качестве балласта.